# Erick Torres Padilla
Erick Estéfano Torres Padilla (* 19. Januar 1993 in Guadalajara, Jalisco) ist ein mexikanischer Fußballspieler.
Der Stürmer steht aktuell bei Houston Dynamo unter Vertrag.

## Karriere

### CD Guadalajara
2010 kam Torres in die erste Mannschaft von Deportivo Guadalajara. Vorher spielte er bereits in der Jugend der Mannschaft. Er gab sein Debüt am 13. November 2010 in einem Spiel gegen den CF Monterrey und erzielte ein Tor. In der Clausura 2011 war er der zweiterfolgreichste Torschütze der Mannschaft.
Am 10. Juli 2013 wurde Torres an das Major-League-Soccer-Franchise CD Chivas USA ausgeliehen. Während seiner Zeit dort, war er einer der erfolgreichsten Torschützen der Mannschaft. Nach der Auflösung der Chivas am Ende der Saison 2014 kehrte er nach Mexiko zurück.

### Houston Dynamo
Am 18. Dezember 2014 gab Guadalajara bekannt, das Torres aufgrund einer Vereinbarung mit der MLS, in die Liga zurückkehren wird. Am 22. Dezember 2014 wurde er von Houston Dynamo als Designated Player übernommen und anschließend für sechs Monate an Deportivo Guadalajara zurückverliehen. Dieses war Teil der Vereinbarung mit der Major League Soccer.

### Nationalmannschaft
Torres Padilla nahm mit der U-17 Mexikos an dem Milk Cup 2010 teil und wurde mit der Mannschaft vierter. 2011 spielte er für die U-20 Auswahl Mexikos. Er war Teil des Kaders, welcher beim Turnier von Toulon und bei der U-20-Fußball-Weltmeisterschaft 2011 antrat. Bei der Weltmeisterschaft war er der jüngste Spieler im Kader der Mexikaner. Er erreichte mit der Mannschaft den 3. Platz. Mit der U-23 Nationalmannschaft spielte er 2012 beim CONCACAF Qualifikationsturnier für die Olympischen Sommerspiele 2012 mit. Mexiko konnte sich qualifizieren und später auch die Goldmedaille gewinnen, Torres aber gehörte nicht zum Kader.
Am 6. September 2014 gab er sein Debüt für die Mexikanische Fußballnationalmannschaft in einem Spiel gegen Chile. Am 12. Oktober 2014 erzielte er gegen Panama sein einziges Länderspieltor.